# غوردون تيري
غوردون تيري (بالإنجليزية: Gordon Terry)‏ هو عازف كمان ‏ وكاتب أغاني ومغني وموسيقي أمريكي، ولد في 7 أكتوبر 1931 في ديكاتور في الولايات المتحدة، وتوفي في 9 أبريل 2006 في سبرينغ هيل في الولايات المتحدة.

## وصلات خارجية
- غوردون تيري على موقع IMDb (الإنجليزية)
- غوردون تيري على موقع ميوزك برينز (الإنجليزية)
- غوردون تيري على موقع أول ميوزيك (الإنجليزية)
- غوردون تيري على موقع ديسكوغز (الإنجليزية)
- غوردون تيري على موقع قاعدة بيانات الفيلم (الإنجليزية)